# ارتم هریشین
ارتم هریشین (اوکراینی: Артем Гришин؛ زادهٔ ۱ فوریهٔ ۱۹۸۷) بازیکن فوتبال اهل اوکراین است.
از باشگاه‌هایی که در آن بازی کرده‌است می‌توان به باشگاه فوتبال فورسکلا پولتاوا اشاره کرد.